# Werder (Märkisch Linden)
Werder (auch Werder bei Neuruppin genannt) ist ein Ortsteil der Gemeinde Märkisch Linden im Landkreis Ostprignitz-Ruppin im Land Brandenburg. Ortsvorsteher des Dorfes ist Günther Noack.

## Geografie und Naturraum
Werder liegt auf der Ruppiner Platte, zentral im Landkreis Ostprignitz-Ruppin, etwa 65 km nordwestlich von Berlin und 7 km westlich der Kreisstadt Neuruppin unmittelbar an der Bundesautobahn 24.
Das Dorf befindet sich dicht am Ostrand einer vergleichsweise ausgedehnten flachwelligen Grundmoräneninsel, die wie ein Werder aus den rings umfassenden, zur Zeit des Frankfurter Stadiums angelegten Schmelzwassertälern herausragt.
Kurz vor Werder, an der Straße in Richtung Walsleben, liegt der Buchtenpfuhl und in der Nähe des ehemaligen Gutsparks ist der Giernpfuhl zu finden. Südwestlich vom Dorf sind die Schafswäschen gelegen.
Der Steinfurtgraben bildet im Wesentlichen die nordöstliche und östliche Grenze der Dorfgemarkung. Die Südgrenze der Dorfgemarkung befindet sich am Landwehrgraben.
Das Gebiet Werder besteht neben dem Dorf überwiegend aus Feldern, Wiesen und einigen wenigen Wäldchen, wie den Kleinen Tannen, dem Heidplan und einem kleinen Wald zwischen Gottberg und Werder.
Dabergotz, Kränzlin, Darritz, Walsleben, Paalzow und Gottberg sind Nachbarorte des Dorfes.

## Geschichte
Der mutmaßliche Namensgeber des Dorfes ist Arnoldus de Werder, der 1362 urkundliche Erwähnung fand. Um 1490 war Werder ein Teil der im Kern reichsunmittelbaren Herrschaft Ruppin unter der Landesherrschaft der Grafen von Lindow-Ruppin.

### Gut Werder
Im Laufe der Jahrhunderte wechselte das Gut mehrmals die Besitzer. Der letzte Besitzer Baussen wurde 1945 durch die Bodenreform enteignet und das Land an Bauern, Landlose und Vertriebene aus den ehemaligen Ostgebieten aufgeteilt. 5 Hektar bekamen sie jeweils zugesprochen. Nach der Bodenreform 1945, bearbeiteten die sowjetischen Soldaten das Grundstück eine Zeit lang. Da das Gebäude zu baufällig war entschied man sich für den Abriss des Gebäudes. Im Winter 1970/1971 erfolgte der Abriss des Gutshauses. Das Gebäude wurde vorher als Kindergarten und Schwesternstation genutzt. Das Wirtschaftsgebäude des Gutes war das heutige Wohnhaus Nr. 67. Daneben befand sich das Herrenhaus, wo sich heute die Gebäude der Freiwilligen Feuerwehr und des Dorfgemeinschaftshauses befinden.

## Einwohnerentwicklung
- 1766: 153 Einwohner[3]
- 1800: 232 Einwohner[3]
- 1946: 641 Einwohner[3]
- 1964: 356 Einwohner[3]
- 1995: 262 Einwohner[4]
- 2003: 344 Einwohner[5]
- 2015: 327 Einwohner[6]
- 2019: 334 Einwohner[1]

## Sehenswürdigkeiten
- Kirchturm:[3] Die Dorfkirche Werde wurde 1726 in Fachwerkbauweise erbaut. Wegen Schwammbefalls musste das Kirchenschiff 1982 abgerissen werden. Im Jahr 2002 wurde der Kirchturm renoviert. Die Handwerker fanden bei den Arbeiten in der Kugel unterhalb der Turmspitze mit der Jahreszahl 1726 alte Dokumente von 1929. Die Geschichte des Ortes ab dem Zweiten Weltkrieg ist jetzt in der Kupferkugel versteckt. Der Turm ist mit zwei Glocken bestückt: eine große, die 1677 von Martin Heintz aus Berlin gefertigt wurde und eine kleine mit einem Durchmesser von 44 Zentimetern. Gottesdienste finden seit den 1960er-Jahren im Pfarrhaus statt.
- Außerdem steht vor dem Kirchturm noch ein Mahnmal für Kriegsopfer. Es wurde nach dem Ersten Weltkrieg erbaut. Ein Umbau erfolgte 1992.

## Vereine
- Feuerwehrverein „Freunde der Feuerwehr Werder“ e. V.
- Frauensportgruppe
- Schützenverein Werder e. V.
- Heimatverein Märkisch Linden e. V.

## Verkehr
Werder liegt an der Kreisstraße 6808, dazu gibt es einige Nebenstraßen im Dorf. Zentral gelegen im Ort befindet sich beiderseits an der Hauptstraße eine Bushaltestelle der ORP. Befestigte Straßen führen von Werder aus nach Dabergotz, Walsleben, Kränzlin bzw. Darritz und nach Gottberg. In Richtung Dabergotz existiert ein Radweg. Die Bundesautobahn 24 verläuft nördlich des Dorfes.
Von 1902 bis Dezember 2006 hatte Werder Bahnanschluss durch die Bahnstrecke Neustadt–Neuruppin, die zuletzt im Personenverkehr von der Prignitzer Eisenbahn GmbH bedient wurde. Der Bahnhaltepunkt Werder (b Neuruppin) befand sich außerhalb des Dorfes.

## Bildung
Die zentral im Dorf gelegene Kita „Sonnenschein“ hat eine Aufnahmekapazität von 25 Kindern. Die Einrichtung hat Montag bis Freitag von 6.00 Uhr bis 17.00 Uhr geöffnet. Zurzeit arbeiten 3 Erzieher in der Kindertagesstätte.